# Allorhynchium brevilineatum
Allorhynchium brevilineatum är en stekelart som först beskrevs av Cameron 1911.  Allorhynchium brevilineatum ingår i släktet Allorhynchium och familjen Eumenidae. Inga underarter finns listade i Catalogue of Life.